# Nuottisaaret (ö i Södra Savolax)
Nuottisaaret är en ö i Finland. Den ligger i sjön Peruvesi och i kommunen Mäntyharju i den ekonomiska regionen  S:t Michel och landskapet Södra Savolax, i den södra delen av landet, 170 km nordost om huvudstaden Helsingfors. Öns area är 2 hektar och dess största längd är 240 meter i sydväst-nordöstlig riktning.  Notera att namnet antyder att det är fråga om flera öar.